# New York
Mesto New York (angleško New York City, izgovarjava /nʲuːˈjɔɹk/; uradno The City of New York) je po številu prebivalstva največje mesto v Združenih državah Amerike, s svojim metropolitanskim območjem pa med največjimi urbanimi območji na svetu. Z več kot 8,2 milijona prebivalcev na območju 830 km² je New York najgosteje naseljeno veliko mesto v Združenih državah Amerike.
Že več kot stoletje je eno najpomembnejših svetovnih trgovinskih in finančnih središč. Mesto New York se zaradi svojega globalnega vpliva na področju množičnih medijev, politike, izobraževanja, zabave in mode uvršča med svetovna mesta alfa. Umetniška središča v mestu so med najvplivnejšimi v državi. V New Yorku je sedež Organizacije združenih narodov tudi zelo pomembno prizorišče mednarodnih odnosov, zato ga imenujejo tudi kar "svetovna prestolnica/metropola". Prebivalci mesta se imenujejo Newyorčani (New Yorkers), trenutni župan mesta pa je Bill de Blaiso.
Številne izmed sosesk in spomenikov v mestu so znane po vsem svetu. Kip svobode in Ellisov otok sta v poznem 19. in začetku 20. stoletja pričakala milijone priseljencev. Wall Street na Spodnjem Manhattnu je globalno finančno središče in dom Newyorške borze. Mesto je poznano tudi po najvišjih zgradbah na svetu, med drugim Empire State Building in stolpa dvojčka Svetovnega trgovinskega centra, ki sta bila porušena v napadih 11. septembra 2001.
V New Yorku so se razvila številna ameriška kulturna gibanja, npr. harlemska renesansa na področju literature in likovne umetnosti, abstraktni ekspresionizem (poznan tudi kot newyorška šola) na področju slikarstva in hip-hop, pank, salsa in Tin Pan Alley na področju glasbe. Leta 2005 se je v mestu govorilo skoraj 170 jezikov, 36 % prebivalstva pa se je rodilo zunaj Združenih držav. Zaradi 24-urnega delovanja podzemne železnice ter neprestanega vrveža prometa in ljudi je New York poznan tudi kot »Mesto, ki nikdar ne spi« (The City That Never Sleeps). Mestno omrežje podzemne železnice je najdaljše v ZDA in peto pod dolžini na svetu. New York City izvira iz trgovske postaje, ki so jo leta 1624 ustanovili kolonisti iz Nizozemske na Spodnjem Manhattnu; delovno mesto je bilo leta 1626 poimenovano New Amsterdam.
Mesto z okolico je leta 1664 prišlo pod angleški nadzor in se preimenovalo v New York, potem ko je angleški kralj Karel II. podelil zemljišča svojemu bratu, vojvodi Yorka. Nizozemci so ga ponovno pridobili julija 1673, nato pa so ga za eno leto in tri mesece preimenovali v New Orange; mesto se od novembra 1674 neprekinjeno imenuje New York. New York City je bil glavno mesto ZDA med 1785 in 1790, od tega leta je vse do danes največje ameriško mesto. 
Kip svobode je pozdravil milijone priseljencev, ko so konec 19. in na začetku 20. stoletja z ladjo prišli v ZDA, in je simbol ZDA in njihovih idealov svobode in miru. V 21. stoletju se je New York pojavil kot globalno vozlišče ustvarjalnosti, podjetništva in okoljske trajnosti ter kot simbol svobode in kulturne raznolikosti.
Leta 2019 je bil New York izbran za največje? mesto na svetu v raziskavi, v kateri je sodelovalo več kot 30.000 ljudi iz 48 mest po vsem svetu, pri čemer je navedel svojo kulturno raznolikost. Številna okrožja in znamenitosti v New Yorku so dobro znana, vključno s tremi od desetih najbolj obiskanih turističnih znamenitosti na svetu v letu 2013. Leta 2017 je New York obiskalo rekordnih 62,8 milijona turistov. Times Square je močno osvetljeno središče gledališkega okrožja Broadway, eno najprometnejših križišč za pešce na svetu in glavno središče svetovne zabave industrijo. Številne mestne znamenitosti, nebotičniki  in parki so znani po vsem svetu.
Manhattanov nepremičninski trg je med najdražjimi na svetu. Ponuja neprekinjene storitve 24 ur na dan in 7 dni v tednu in prispeva k vzdevku Mesto, ki nikoli ne spi, newyorška podzemna železnica je največji sistem hitrega tranzita z enim operaterjem na svetu s 472 železniškimi postajami. Mesto ima več kot 120 šol in univerz, med njimi so najbolj znane Univerza Columbia, Univerza New York, Univerza Rockefeller in mreža mestne univerze v New Yorku, ki je največji mestni javni univerzitetni sistem v ZDA. New York City, zasidran na Wall Streetu v finančnem okrožju Spodnjega Manhattna, je bil imenovan za vodilno finančno središče na svetu in finančno najmočnejše mesto na svetu in je dom dveh največjih svetovnih borz s skupno tržno kapitalizacijo, New York Stock Exchange in NASDAQ.

## Delitev
Mesto New York obsega pet četrti (borough), od katerih je vsaka tudi okrožje: 
- The Bronx
- Brooklyn
- Manhattan
- Queens
- Staten Island

V vsaki od njih je na stotine sosesk. Če bi bile četrti samostojna mesta, bi bile po številu prebivalstva (vse razen Staten Islanda) med desetimi največjimi mesti v ZDA.
Po gostoti poselitve prednjači Manhattan s skoraj 27.500 prebivalci na kvadratni kilometer, največji po površini je Queens s 283 km², največ ljudi, 2,5 milijona, pa živi v Brooklynu. 

## Mednarodne povezave
New York ima zgodovinsko uradne povezave z 12 mesti (pobratena ali sestrska mesta oz. mesta-dvojčki) po svetu:
- Tokio, Japonska (1960)
- Peking, Ljudska republika Kitajska (1980)
- Kairo, Egipt (1982)
- Madrid, Španija (1982)
- Santo Domingo, Dominikanska republika (1983)
- Budimpešta, Madžarska (1992)
- Rim, Italija (1992)
- Jeruzalem, Izrael (1993)
- London, Združeno kraljestvo (2001)
- Johannesburg, Republika Južna Afrika (2003)
- Brasília, Brazilija (2004)

Leta 2006 pa so mestne oblasti zagnale obširnejši program mednarodnih izmenjav, v t. i. partnersko omrežje je zdaj poleg zgoraj naštetih vključenih desetine mest z vseh celin.